# Airmid
Airmid (Airmed, Armeith) (výslovnost "órmít" nebo "írmít") je postavou z irských keltských mýtů, kde vystupuje jako příslušnice božského lidu Tuatha Dé Danann. Jejím otcem je hlavní léčitel Tuathů, Dian Cécht, a jejím bratrem je Miach. Podle mýtu Dian Cécht Miacha ze žárlivosti zabil, když se ukázalo, že ho jeho syn v léčitelském umění překoná. Na Miachově hrobě potom vyrostly mocné léčivé byliny. Airmid je sesbírala a podle svých léčitelských vědomostí (dle jiné verze podle rad samotných bylin) je roztřídila a nechala sušit na svém plášti. Žárlivý Dian Cécht ji u toho ale viděl a všechny byliny z pláště posléze vytřepal. Pomíchaly se tak, že už je nešlo znovu roztřídit, a tak dodnes nikdo nezná jejich skutečnou moc a na světě je stále mnoho nemocí.